# Antonio Šančić
Antonio Šančić (Brežice, 23 november 1988) is een Kroatische tennisser. Hij heeft nog geen ATP-toernooien gewonnen in het dubbelspel. Hij stond in de finale van drie ATP-toernooien in het dubbelspel. Hij deed al mee aan Grand Slams. Hij heeft elf challengers in het dubbelspel op zijn naam staan.

## Palmares dubbelspel
| Nr.                          | Datum             | Toernooi      | Ondergrond    | Partner          | Tegenstanders in finale                 | Score                 | Details |
| ---------------------------- | ----------------- | ------------- | ------------- | ---------------- | --------------------------------------- | --------------------- | ------- |
| Verloren finales herendubbel |                   |               |               |                  |                                         |                       |         |
| 1.                           | 24 juli 2016      | ATP Umag      | Gravel        | Nikola Metkic    | Martin Klizan David Marrero             | 4-6, 2-6              | Details |
| 2.                           | 22 oktober 2017   | ATP Moskou    | Hardcourt (i) | Damir Dzumhur    | Maks Mirni Philipp Oswald               | 3-6, 5-7              | Details |
| 3.                           | 15 april 2018     | ATP Houston   | Gravel        | Andre Begemann   | Maks Mirni Philipp Oswald               | 7-6(2), 4-6, [9-11]   | Details |
| Gewonnen challengers         |                   |               |               |                  |                                         |                       |         |
| 1.                           | 14 september 2014 | Banja Luka    | Gravel        | Dino Marcan      | Jaroslav Pospisil Adrian Sikora         | 7-5, 6-4              |         |
| 2.                           | 27 september 2014 | Kenitra       | Gravel        | Dino Marcan      | Gerard Granollers Jordi Samper-Montana  | 6-1, 7-6(3)           |         |
| 3.                           | 28 juni 2015      | Milaan        | Gravel        | Nikola Mektić    | Christian Garin Juan Carlos Saez        | 6-3, 6-4              |         |
| 4.                           | 19 juli 2015      | San Benedetto | Gravel        | Dino Marcan      | Miguel Angel Reyes-Varela Cesar Ramirez | 6-3, 6-7(10), [12-10] |         |
| 5.                           | 28 oktober 2015   | Rennes        | Hardcourt (i) | Andrea Arnaboldi | Wesley Koolhof Matwé Middelkoop         | 6-4, 2-6, [14-12]     |         |
| 6.                           | 28 augustus 2016  | Manerbio      | Gravel        | Nikola Mektić    | Juan Ignacio Galarza Leonardo Mayer     | 7-5, 6-1              |         |
| 7.                           | 8 oktober 2016    | Mohammedia    | Gravel        | Dino Marcan      | Roman Jebavy Andrej Martin              | 7-6(3), 6-4           |         |
| 8.                           | 21 mei 2017       | Heilbronn     | Gravel (i)    | Roman Jebavy     | Adil Shamasdin Igor Zelenay             | 6-4, 6-1              |         |
| 9.                           | 3 september 2017  | Como          | Gravel        | Sander Arends    | Aliaksandr Bury Kevin Krawietz          | 7-6(1), 6-2           |         |
| 10.                          | 15 oktober 2017   | Ortisei       | Hardcourt (i) | Sander Arends    | Jeremy Jahn Edan Leshem                 | 6-2, 5-7, [13-11]     |         |
| 11.                          | 29 oktober 2017   | Brest         | Hardcourt (i) | Sander Arends    | Scott Clayton Divij Sharan              | 6-4, 7-5              |         |

## Prestatietabel dubbelspel
| Legenda | Legenda                          |
| ------- | -------------------------------- |
| g.t.    | geen toernooi gehouden           |
| l.c.    | lagere categorie                 |
| –       | niet deelgenomen                 |
| G       | uitgeschakeld in de groepsfase   |
| 1R      | uitgeschakeld in de eerste ronde |
| 2R      | uitgeschakeld in de tweede ronde |
| 3R      | uitgeschakeld in de derde ronde  |
| 4R      | uitgeschakeld in de vierde ronde |
| KF      | uitgeschakeld in de kwartfinale  |
| HF      | uitgeschakeld in de halve finale |
| F       | de finale verloren               |
| W       | het toernooi gewonnen            |
| w-v     | winst/verlies-balans             |

| Grandslamtoernooien   |     |     |        |
| Australian Open       | –   | –   | 0-0    |
| Roland Garros         | –   | 1R  | 0-1    |
| Wimbledon             | 3R  |     | 2-1    |
| US Open               | –   |     | 0-0    |
| Winst-verlies         | 2-1 | 0-1 | 2-2    |
| ATP World Tour Finals |     |     |        |
| ATP World Tour Finals | –   |     | 0-0    |
| ATP Masters 1000      |     |     |        |
| Indian Wells          | –   | –   | 0-0    |
| Miami                 | –   | –   | 0-0    |
| Monte Carlo           | –   | –   | 0–0    |
| Rome                  | –   | –   | 0-0    |
| Madrid                | –   | –   | 0-0    |
| Montreal/Toronto      | –   |     | 0–0    |
| Cincinnati            | –   |     | 0-0    |
| Shanghai              | –   |     | 0–0    |
| Parijs                | –   |     | 0-0    |
| Olympische Spelen     |     |     |        |
| Olympische Spelen}    | gt  | gt  | 0-0    |
| Statistieken          |     |     |        |
| Totaal aantal titels  | 0   | 0   | 0      |
| Eindejaarsranking     | 79  |     | n.v.t. |